# Лав Ънлимитид
Лав Ънлимитид (на английски: Love Unlimited) е женско певческо трио, осигуряващо беквокалите на американската соул и ритъм енд блус звезда Бари Уайт, когато той е на турнета и в звукозаписното студио. Среща известен успех и със собствени продукции.
Първите участници в групата са бъдещата съпруга на Уайт – Глодийн Джеймс; сестра ѝ Линда Джеймс; както и братовчедката им Даян Тейлър, починала на 38 години в Помона, Калифорния.
Първият им хит е Walking in the Rain with the One I Love от 1972 година. Домогва се до 14-и номер в Билборд Хот 100 и номер 6 в Класацията за най-продавани соул сингли. Има успех и в Обединеното кралство, където достига №14 в Британската класация за сингли. Продават се над 1 млн. копия и получава златен сертификат от индустрията през юли 1972 година.
Първият и единствен №1 хит е песента от 1975 година I Belong to You, която една седмица е на върха на Класацията за най-продавани соул сингли. Тя се закача на 27-о място в Билборд Хот 100.
През 1973 година, когато албумът им Under the Influence of... Love Unlimited се появява под номер 3 в Билборд поп албуми, Лав Ънлимитид става първата женска група с място в Първите 5 албума, след Greatest Hits Vol. 3 на Даяна Рос и Сюпримс от 1970 година.
|  | Тази страница частично или изцяло представлява превод на страницата Love Unlimited в Уикипедия на английски. Оригиналният текст, както и този превод, са защитени от Лиценза „Криейтив Комънс – Признание – Споделяне на споделеното“, а за съдържание, създадено преди юни 2009 година – от Лиценза за свободна документация на ГНУ. Прегледайте историята на редакциите на оригиналната страница, както и на преводната страница, за да видите списъка на съавторите. ВАЖНО: Този шаблон се отнася единствено до авторските права върху съдържанието на статията. Добавянето му не отменя изискването да се посочват конкретни източници на твърденията, които да бъдат благонадеждни. |